# Воздушное ограбление
«Воздушное ограбление» (англ. Lift) — американский комедийный боевик режиссёра Ф. Гэри Грея. В фильме снялись Кевин Харт (также ставший его продюсером), Гугу Мбата-Роу, Винсент Д’Онофрио, Урсула Корберо, Билли Магнуссен, Джейкоб Баталон, Жан Рено и Сэм Уортингтон.
Премьера состоялась 12 января 2024 года на стриминговой платформе Netflix.

## Сюжет
Бывшая девушка и агенты Интерпола уговаривают профессионального вора и его команду осуществить «невероятное ограбление» на борту самолёта Boeing 777, который летит из Лондона в Цюрих, и предотвратить террористическую атаку.

## В ролях
- Кевин Харт
- Гугу Мбата-Роу
- Винсент Д’Онофрио
- Урсула Корберо
- Билли Магнуссен
- Джейкоб Баталон
- Жан Рено
- Сэм Уортингтон
- Берн Горман
- Ким Юн-джи
- Вивек Калра
- Пол Андерсон

## Производство
18 марта 2021 года пробный сценарий Дэна Кунки под названием «Lift» был куплен компанией Netflix с целью дальнейшей разработки фильма компаниями Genre Pictures Саймона Кинберга и 6th & Idaho Productions Мэтта Ривза. В сентябре того же года стало известно, что режиссёром фильма станет Ф. Гэри Грей, а Кевин Харт станет исполнителем одной из главных ролей, а также продюсером. В июне 2022 года был объявлен оставшийся актёрский состав, в который вошли Гугу Мбата-Роу, Винсент Д’Онофрио, Урсула Корберо, Билли Магнуссен, Джейкоб Баталон, Жан Рено, Сэм Уортингтон, Берн Горман, Ким Юн-джи, Вивек Калра и Пол Андерсон

## Премьера
Премьера состоялась 12 января 2024 года на стриминговой платформе Netflix. Ранее планировалось выпустить фильм 25 августа 2023 года, однако его премьера была отложена из-за забастовки сценаристов и актёров в США.

## Восприятие
На сайте-агрегаторе Rotten Tomatoes фильм имеет рейтинг 33 % на основании 21 обзора критиков со средним баллом 4,5 из 10.
На сайте-агрегаторе Metacritic рейтинг фильма составляет 37 баллов из 100 возможных на основании 13 рецензий критиков, что соответствует «в целом негативным отзывам».